# Honda CR-Z
O Honda CR-Z (Sigla do inglês: Compact Renaissance Zero) é um automóvel híbrido compacto movido a gasolina e electricidade fabricado pela Honda e promovido como um "cupê híbrido desportivo". O CR-Z combina o trem motriz de um veículo híbrido elêctrico-gasolina com os elementos tradicionais de um automóvel desportivo. O CR-Z é inspirado na segunda generação do Honda CR-X, tanto pela semelhança de seu nome como pelo desenho exterior.
As vendas do CR-Z começaram no Japão em fevereiro de 2010, e é o terceiro veículo híbrido da Honda no mercado, em conjunto com o Civic Hybrid e o Insight. As vendas nos Estados Unidos estão programadas para iniciar em agosto de 2010.

## História

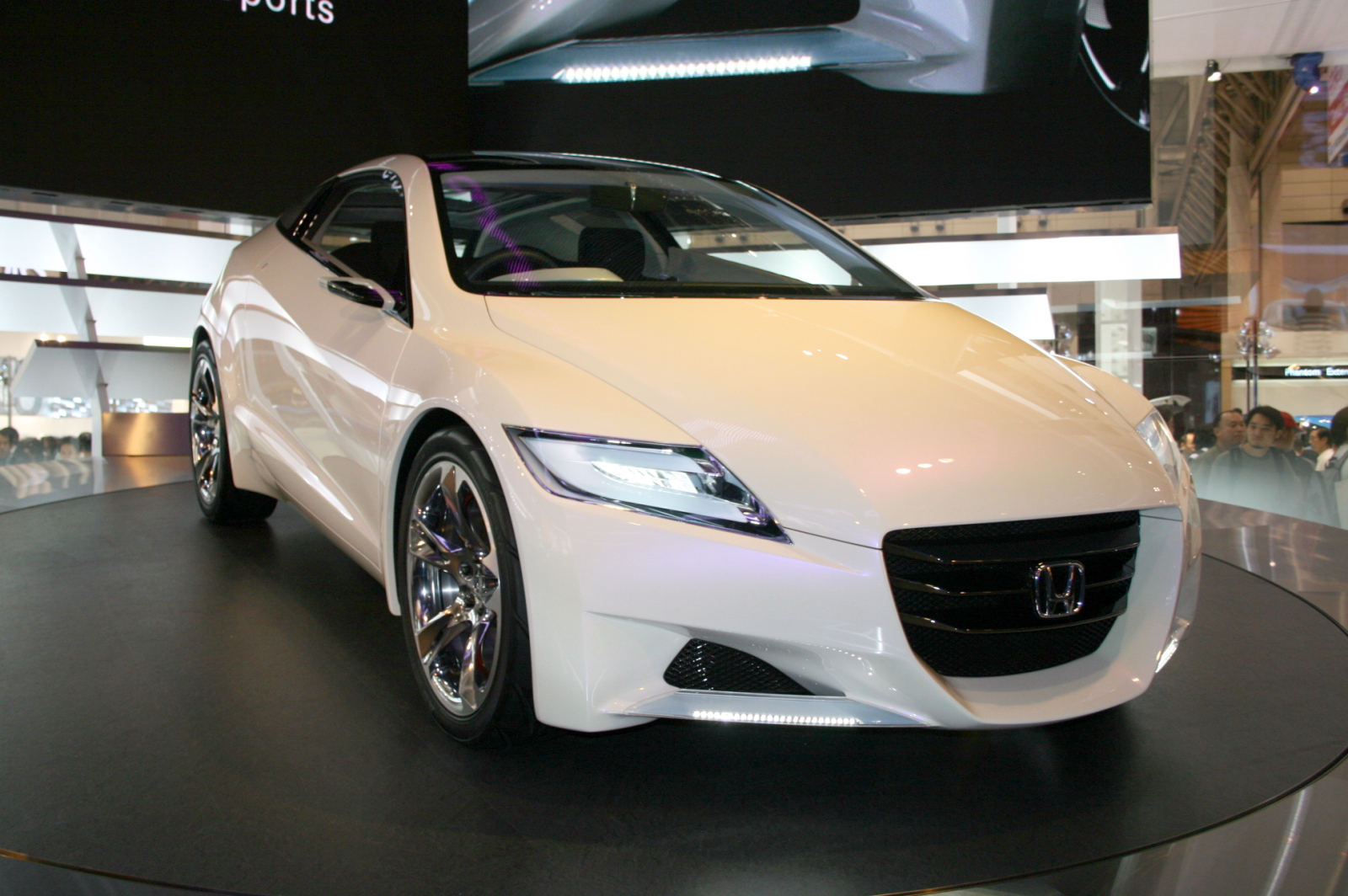
Protótipo do CR-Z

O protótipo do CR-Z foi apresentado pela Honda no Tokyo Motor Show de 2007. O CR-Z procura reavivar os pequenos desportivos, como o CR-X. Este concept tem um motor híbrido.